# George Gershwin Songs, Vol. 1
George Gershwin Songs, Vol. 1 (pełny tytuł: Decca Presents an Album of George Gershwin Songs, Vol. 1)  – muzyczny album kompilacyjny wydany w 1939 roku, zawierający pięć płyt gramofonowych nagranych m.in. przez Binga Crosby'ego czy Victora Younga z orkiestrą. Został opracowany i wydany przez wytwórnię Decca Records z numerem katalogowym No. A-96. 

## Lista utworów
Wszystkie utwory są autorstwa George’a Gershwina.
Płyta 1: (2874)
1. „Somebody Loves Me” – Bing Crosby i Victor Young z orkiestrą (14 czerwca 1939)
2. „Maybe” – Bing Crosby i Victor Young z orkiestrą (14 czerwca 1939)

Płyta 2: (2875)
1. „`S Wonderful / My One and Only” – Jacques Fray (18 września 1939)
2. „Who Cares? / Wintergreen for President” – Jacques Fray (3 sierpnia 1939)

Płyta 3: (2876)
1. „Summertime” – Anne Jamieson (14 lipca 1939)
2. „Looking for a Boy” – Anne Jamieson (14 lipca 1939)

Płyta 4: (2877)
1. „Clap Yo' Hands” – The Merry Macs (5 września 1939)
2. „I Got Rhythm” – The Merry Macs (5 września 1939)

Płyta 5: (2878)
1. „Mine” – Shirley Ross (5 lipca 1939)
2. „That Certain Feeling” – Shirley Ross i Victor Young z orkiestrą (5 lipca 1939)